# Noreena guianivaga
Noreena guianivaga är en fjärilsart som beskrevs av Johnson 1989. Noreena guianivaga ingår i släktet Noreena och familjen juvelvingar. Inga underarter finns listade i Catalogue of Life.